# Cornelia Cole Fairbanks
Pour les articles homonymes, voir Fairbanks.
Cornelia "Nellie" Cole Fairbanks (née en 1852 à Marysville en Ohio, morte le 25 octobre 1913) était la femme de Charles W. Fairbanks qui fut le 26e vice-président des États-Unis de 1905 à 1909. Elle fut donc deuxième dame des États-Unis durant le mandat de son mari. À l'avant-garde du mouvement féministe pour l'obtention du droit de vote des femmes, elle est à présent considérée comme une pionnière en politique pour les Américaines qui lui succédèrent.

## Descendance
Cornelia et son mari eurent quatre fils et une fille,.
- Robert Fairbanks
- Richard M. Fairbanks (capitaine pendant la première guerre mondiale)
- Adelaide Fairbanks
- Warren Charles Fairbanks
- Frederick Cole Fairbanks